# Aeroportul Yulin Yuyang
Aeroportul Yulin Yuyang (IATA: UYN, UYN, ICAO: ZLYL) este un aeroport din Yuyang District⁠(d), Yulin⁠(d), Shaanxi, Republica Populară Chineză ce deservește zona Yulin⁠(d). Aeroportul a fost tranzitat în 2022 de 845.845 de pasageri. A fost deschis în martie 2008 și numit după zona deservită.
Aeroportul dispune de o singură pistă.